# Challengers!
Challengers! — настільна гра, створена Маркусом Славітшеком і Йоганнесом Креннером у 2022 році, видана компанією Z-Man Games. Гра отримала нагороду Kennerspiel des Jahres у 2023 році. В Україні гра локалізована видавництвом Lord of Boards.

## Опис
Мета гри — виграти якомога більше шанувальників під час боїв із захоплення прапора. Гравці зустрічаються в семи послідовних дуелях, які проходять одночасно. Двоє гравців, які зібрали найбільше шанувальників після цих 7 раундів, зустрічаються у «великому фіналі», який визначає переможця.
Кожен раунд складається з двох фаз. У першій фазі кожен гравець покращує свою колоду карт. У другій фазі гравці змагаються у дуелі, витягуючи карти зі своєї колоди у стилі автобатлера, не обираючи карти самостійно (за винятком спеціальних ефектів).

## Розширення
| Рік  | Оригінальна назва      | Автор                              | Коментар |
| ---- | ---------------------- | ---------------------------------- | --- |
| 2023 | Challengers! Beach Cup | Маркус Славітшек, Йоганнес Креннер | Standalone — нова механіка завдяки додаванню 16 карт тренерів, 70 нових чемпіонів, можливість гри до 16 гравців з поєднанням оригінальної гри. |

## Нагороди
| Рік  | Церемонія        | Категорія                                                 | Статус     |
| ---- | ---------------- | --------------------------------------------------------- | ---------- |
| 2023 | As d'Or          | Гра для досвідчених гравців                               | Переможець |
| 2023 | Spiel des Jahres | Kennerspiel des Jahres (гра року для досвідчених гравців) | Переможець |